# Nalžovské Hory
Nalžovské Hory jsou město v okrese Klatovy v Plzeňském kraji. Žije zde přibližně 1 200 obyvatel. Město bývá někdy nazýváno bránou Šumavy.

## Historie
První písemná zmínka o vsi Nalžovy pochází z roku 1380, kdy byla v držení Hrabiše a Jana, pánů z Paběnic a na Nalžovech. Ves měla také názvy Malzow a později Elischau či Ellischau.
Pravděpodobně zde již stávala původní stará tvrz, připomínaná roku 1473, kdy nalžovský statek po Paběnických zdědil Svojše z Velhartic. Ten roku 1521 získal královský dekret povolující těžbu stříbra v dolech nad vsí Nalžovy. Na místě těžby vznikla osada známá jako Silberberg ob Ellischau, roku 1530 povýšená na město Bergstadt ob Ellischau, dnešní Stříbrné Hory. Doly však byly roku 1541 zatopeny a v roce 1585 dolování zaniklo.
V držení nalžovského panství, zvětšeného postupem doby na 19 vsí, se vystřídalo několik majitelů. Roku 1591 jej koupil Karel Švihovský z Rýzmberka. Po jeho smrti získal část panství se vsí Nalžovy syn Bedřich Švihovský z Rýzmberka. Poté, co byl roku 1619 Nalžov i s tvrzí vydrancován protihabsburskými uherskými vojsky, nechal Bedřich jižně od tvrze vystavět nový renesanční zámek.
Po Švihovských z Rýzmberka se stali majiteli Nalžov Pöttingové, kteří koupili zadlužené panství v roce 1718. Dalšími vlastníky panství byli od roku 1769 Taaffové, kteří je drželi až do zrušení patrimoniální správy v roce 1848. I poté zůstali majiteli velkostatku se zámkem, jehož součástí byl pivovar a sýrárna.
V roce 1952 byly obce Nalžovy a Stříbrné Hory spojeny, tím vznikla nová obec Nalžovské Hory. Ke 24. září 2008 byl obci obnoven status města.

## Obyvatelstvo
| Rok            | 1869  | 1880  | 1890  | 1900  | 1910  | 1921  | 1930  | 1950  | 1961  | 1970  | 1980  | 1991  | 2001  | 2011  | 2021  |
| -------------- | ----- | ----- | ----- | ----- | ----- | ----- | ----- | ----- | ----- | ----- | ----- | ----- | ----- | ----- | ----- |
| Počet obyvatel | 4 424 | 4 402 | 4 147 | 4 082 | 3 967 | 3 723 | 3 203 | 2 298 | 2 208 | 1 837 | 1 610 | 1 397 | 1 255 | 1 140 | 1 125 |
| Počet domů     | 582   | 624   | 639   | 641   | 651   | 655   | 659   | 668   | 600   | 555   | 506   | 650   | 653   | 658   | 666   |

## Městská správa a politika

### Místní části
Jádro města tvoří části Nalžovy a Stříbrné Hory. Součástí města jsou dále okolní vsi Krutěnice, Letovy, Miřenice, Neprochovy, Otěšín, Sedlečko, Těchonice, Ústaleč, Velenovy, Zahrádka a Žďár.

## Pamětihodnosti
- Zámek Nalžovy – nachází se v centrální části města. Renesanční čtyřkřídlý zámek s vnitřním nádvořím a hranolovou věží byl vybudován ve dvacátých letech 17. století. V polovině 18. století podstoupil barokní a kolem roku 1840 empírovou přestavbu. K zámku přiléhá anglický park a hospodářské budovy.
- Kostel svaté Kateřiny – barokní kostel z let 1721–1723 stojící na návrší v části Stříbrné Hory.
- Lesní park Prašivice – komponovaný přírodní park na kopci Prašivec, severovýchodně od města. Byl vytvořen ve 40. letech 19. století na popud majitele panství Eduarda Taaffeho. Nachází se zde umělá hradní zřícenina a kamenné sochy zvířat a pohádkových tvorů.
- Socha svatého Jana Nepomuckého – barokní socha z 18. století, umístěna na náměstí

## Osobnosti
- Eduard Taaffe (1833–1895), politik a dlouholetý ministerský předseda Předlitavska. Majitel panství Nalžovy, po svém odchodu z politiky přesídlil na zámek a zde také zemřel.[5]

## Partnerská města
- Kitzingen, Německo

## Galerie

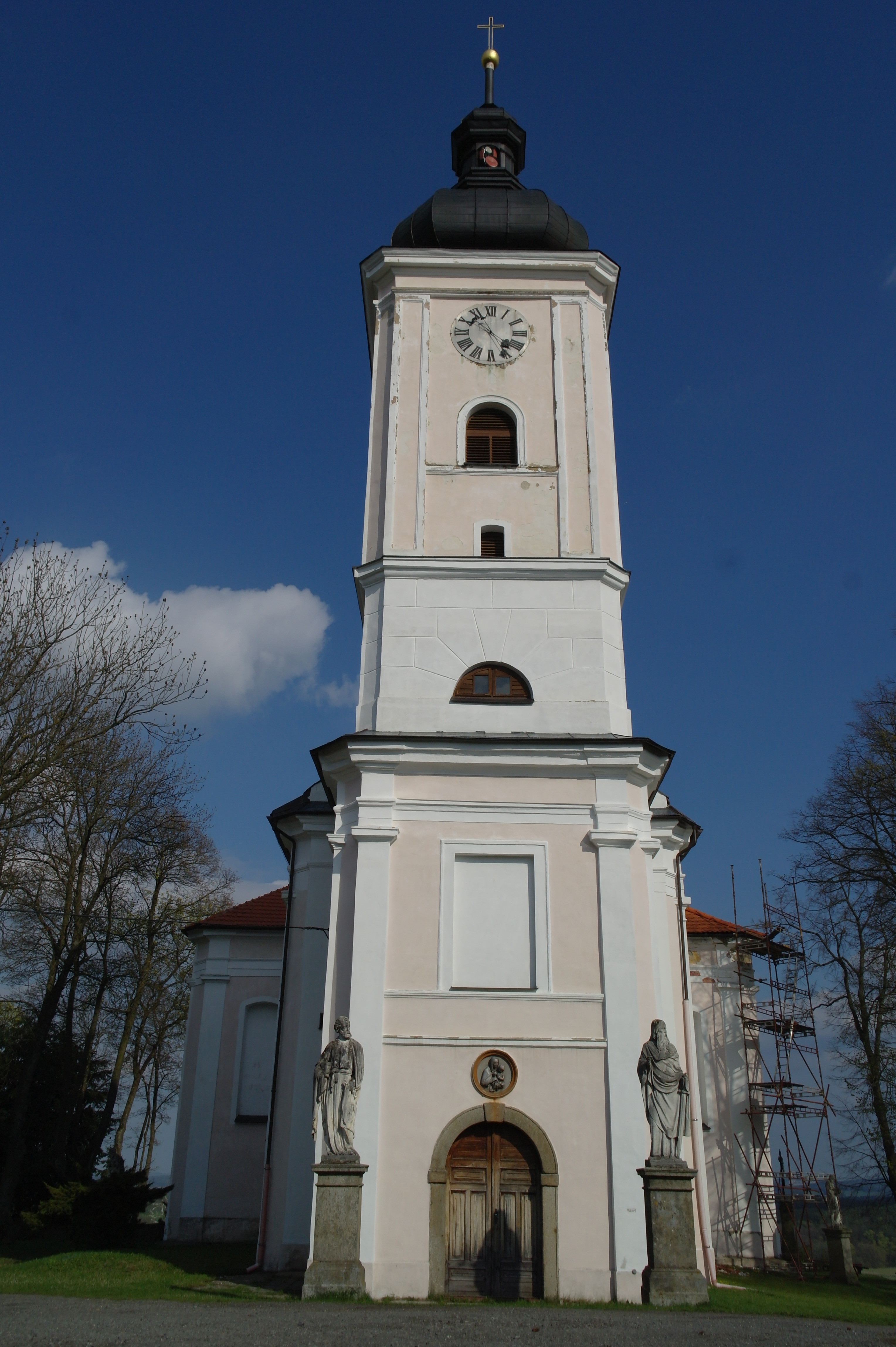
Kostel svaté Kateřiny
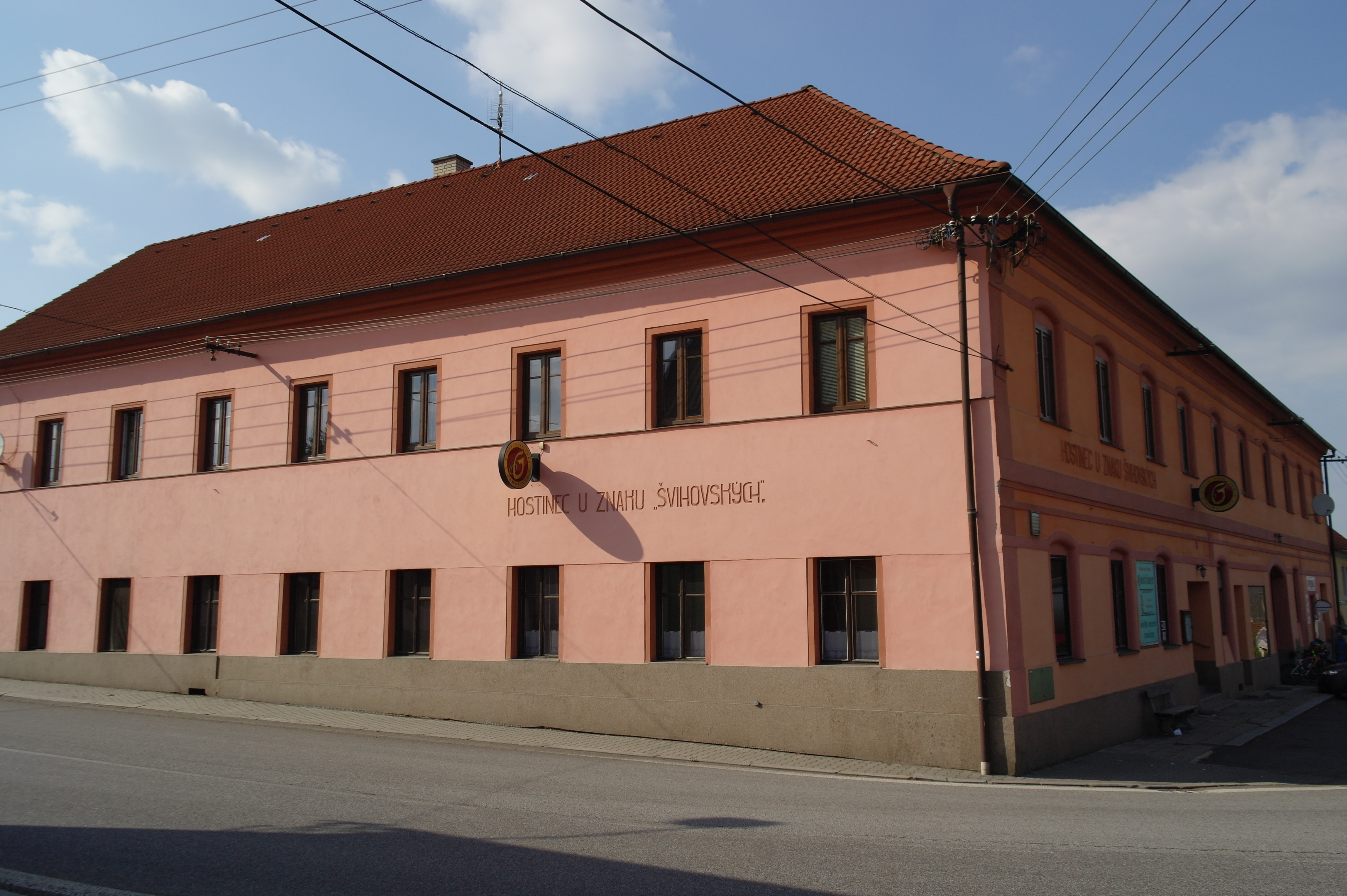
Hostinec u znaku "Švihovských"
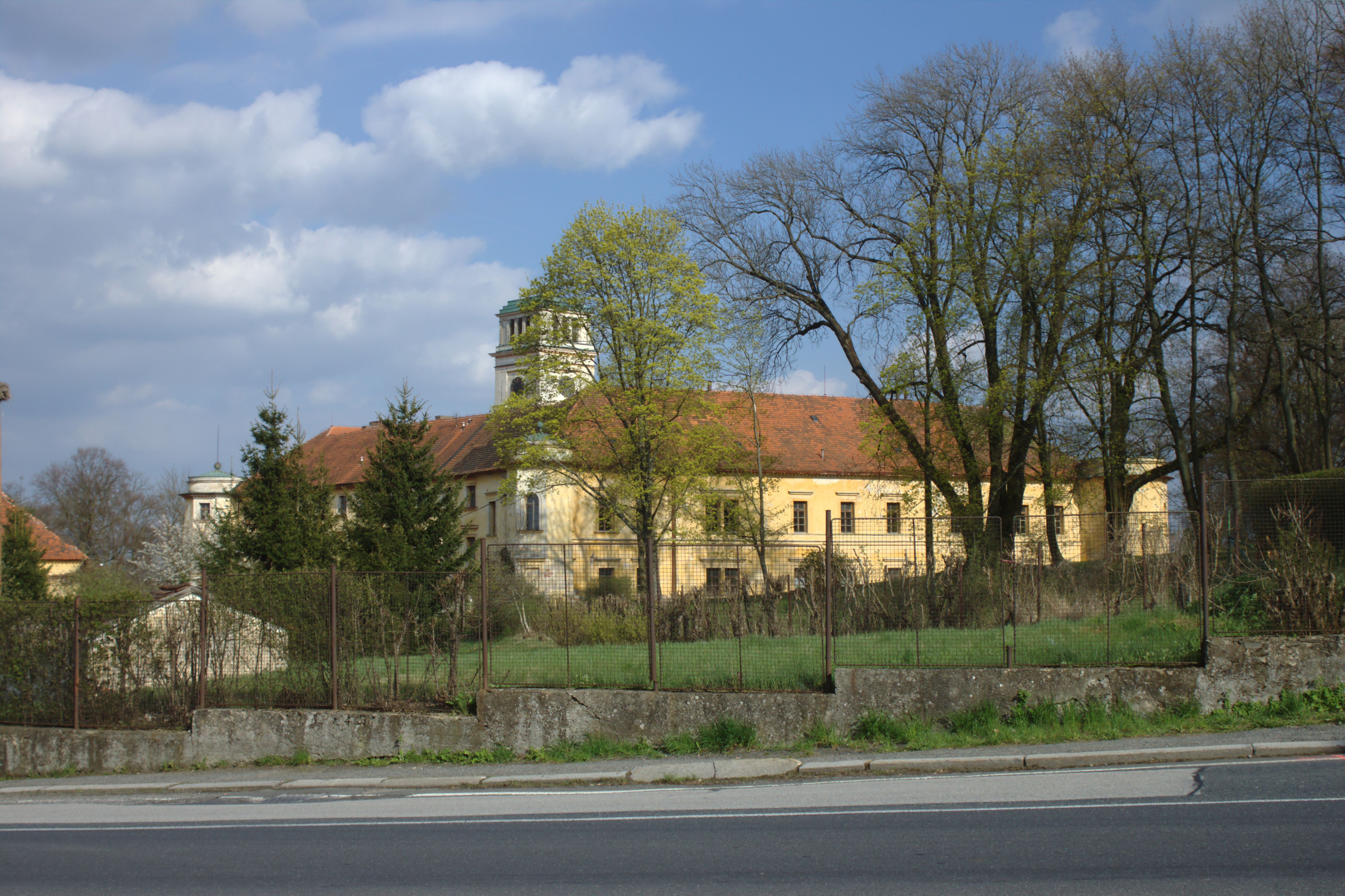
Zámek
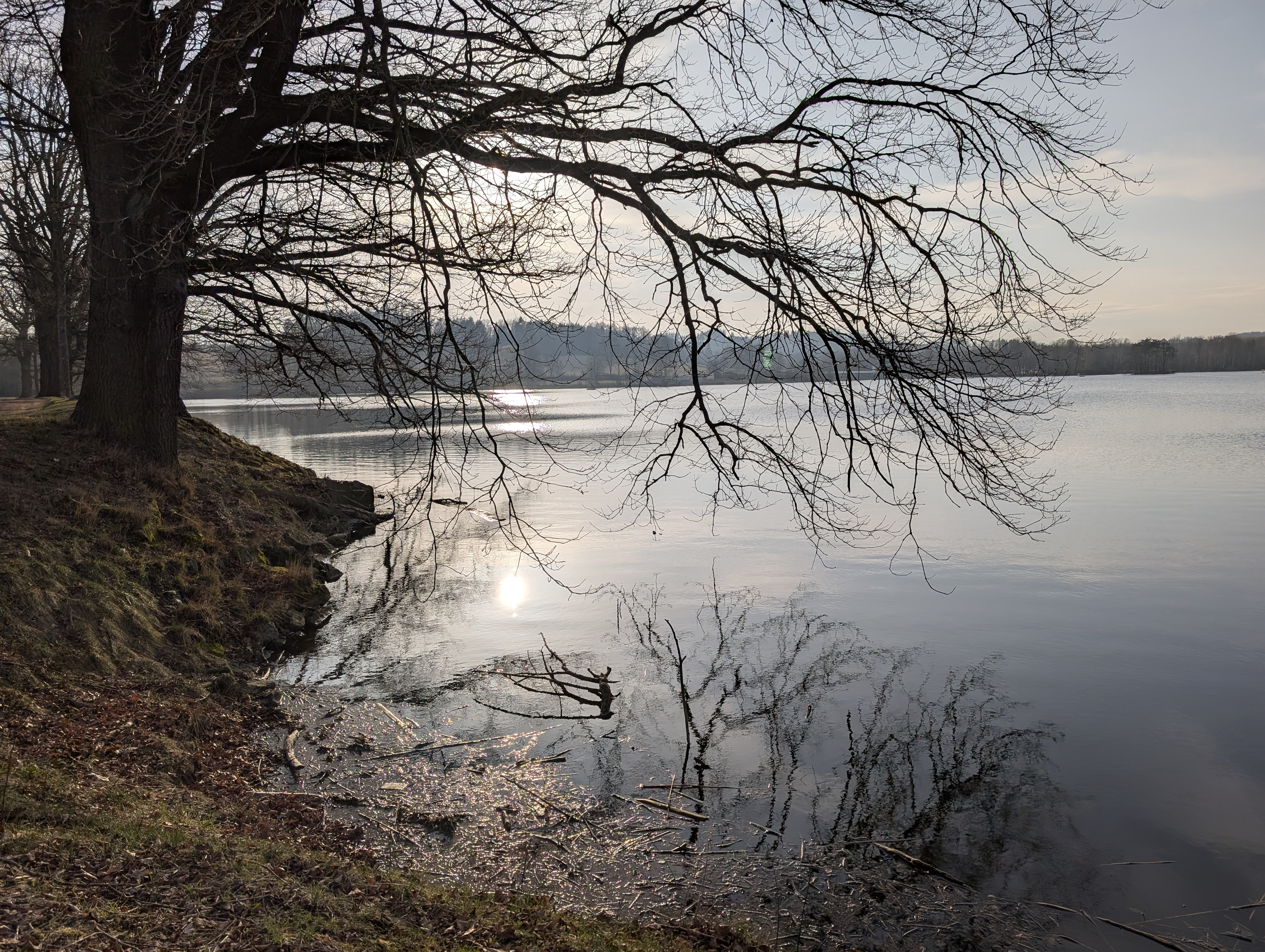
Rybník Novec v Nalžovech
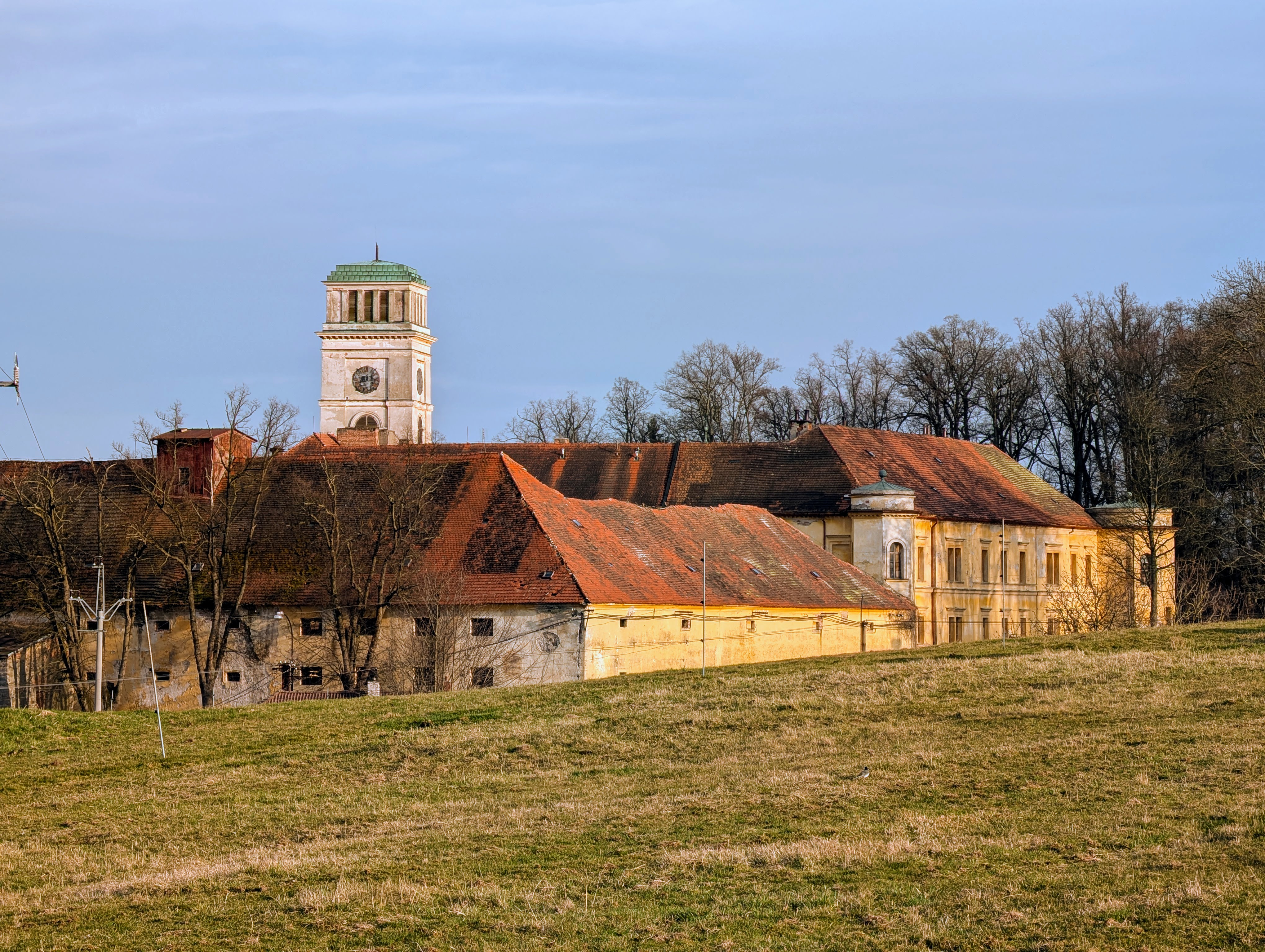
Zámek Nalžovy od SV v roce 2025